# リエゾン -こどものこころ診療所-
『リエゾン -こどものこころ診療所-』（リエゾン こどものこころしんりょうじょ）は、原作・漫画：ヨンチャン、原作：竹村優作による日本の漫画作品。『モーニング』（講談社）にて、2020年14号から2025年31号まで連載。2025年5月時点で電子書籍を含む単行本の累計部数は240万部を突破している。
タイトルにあるリエゾン（フランス語: liaison）とは、「連携」「つなぐ」を意味する。2023年1月期にテレビ朝日系列「金曜ナイトドラマ」枠でテレビドラマ化（主演は山崎育三郎）された。

## あらすじ
大学病院で研修中であった小児科の研修医・遠野志保は、遅刻や忘れ物の常連で、必ず1日1つは失敗をする、という問題行動の多いことで、指導医の山崎からもしばしば怒られ通しの日々、ついには「小児科医はあきらめろ」とまで言われる始末。そんな志保を、小児科の研修期間修了後に唯一引き受けてくれたのが、地方にある児童精神科の「佐山クリニック」。志保は、ここで出会った風変わりな院長・佐山卓らと共に、様々な心の闇を抱えた子供たちと向き合うこととなる。

## 登場人物

### 主人公
遠野 志保（とおの しほ）
本作の主人公でヒロイン。大学病院で小児科の研修を受けていた研修医。子供好きで、患者である子供たちには慕われていたものの、上述の通り問題行動が多かった結果、臨床試験の段階になっても多くの病院から受け入れを断られる。唯一受け入れてもらえた佐山クリニックの院長・佐山卓から「発達障害」との診断を受けた上で、まずは佐山の助手を務めながら、心の病、闇を抱える子供たちと向き合っていくこととなるうち、小児科医の志望から、徐々に児童精神科の魅力に目覚めていく。
佐山 卓（さやま たく）
本作のもう1人の主人公。志保を受け入れた児童精神科・佐山クリニックの院長。風変わりな風貌で、最初は志保を戸惑わせたが、自身にも「発達障害」があることをも自覚している。本当は大病院「さやま記念総合病院」の御曹司ながら、実家を離れて1人で小規模なクリニックを経営しており、一族の間では変わり者と捉えられている。だがその裏には、患者やその家族と触れ合う時間を大切にしたい、という信念を持っている、という事情がある。

### その他登場人物
市川 渚（いちかわ なぎさ）
佐山クリニックの受付係を務めるシングルマザー。第9話から、産休明けの職場復帰、という形で登場。診察とは異なった部分から、心の病を抱えた子供とも触れ合う形となっていく。
向山 和樹（むかいやま かずき）
佐山クリニックの臨床心理士。口数は少ないが、院長である佐山のよき理解者でもある。
川島 雅紀（かわしま まさき）
訪問看護ステーションで働いている看護師。冬でもサーフィンをするなど、一年中日焼けしており、見掛けは一見派手だが、旧来からの付き合いである佐山は信頼を寄せている。
佐山 茂（さやま しげる）
「さやま記念総合病院」の医師で、佐山卓の兄。弟の卓を実家である同病院の精神科で働かせたい、という願望はあるものの、卓は口に出さずともそちらの方針には反発心を持っている。

## 書誌情報
- 原作・漫画：ヨンチャン、原作：竹村優作『リエゾン -こどものこころ診療所-』講談社〈モーニングKC〉、既刊20巻（2025年5月22日現在）
  1. 2020年6月23日発売[7][講 1]、ISBN 978-4-06-519905-3
  2. 2020年10月23日発売[講 2]、ISBN 978-4-06-520749-9
  3. 2020年12月23日発売[講 3]、ISBN 978-4-06-521768-9
  4. 2021年3月23日発売[講 4]、ISBN 978-4-06-522608-7
  5. 2021年6月23日発売[講 5]、ISBN 978-4-06-523452-5
  6. 2021年9月22日発売[講 6]、ISBN 978-4-06-524546-0
  7. 2021年12月23日発売[講 7]、ISBN 978-4-06-524546-0
  8. 2022年3月23日発売[講 8]、ISBN 978-4-06-527012-7
  9. 2022年6月22日発売[講 9]、ISBN 978-4-06-528239-7
  10. 2022年9月22日発売[講 10]、ISBN 978-4-06-529052-1
  11. 2023年1月23日発売[講 11]、ISBN 978-4-06-530485-3
  12. 2023年2月21日発売[講 12]、ISBN 978-4-06-530661-1
  13. 2023年5月23日発売[講 13]、ISBN 978-4-06-531174-5
  14. 2023年8月23日発売[講 14]、ISBN 978-4-06-532646-6
  15. 2023年11月22日発売[8]、ISBN 978-4-06-533667-0
  16. 2024年2月22日発売[9]、ISBN 978-4-06-534583-2
  17. 2024年5月22日発売[講 15]、ISBN 978-4-06-535375-2
  18. 2024年8月22日発売[講 16]、ISBN 978-4-06-536633-2
  19. 2024年11月21日発売[講 17]、ISBN 978-4-06-537364-4
  20. 2025年5月22日発売[講 18]、ISBN 978-4-06-538637-8

## テレビドラマ
2023年1月20日から3月10日まで、テレビ朝日系「金曜ナイトドラマ」枠で放送された。主演は山崎育三郎。

### キャスト

#### 主要人物
佐山卓（さやま たく）〈39〉
演 - 山崎育三郎（小学1年時：岩川晴）
児童精神科「さやま・こどもクリニック」の院長。発達障害（ASD）。チェロ演奏が趣味。
子どもたちの見せる様々な行動を「凸凹」と称する個性と見なし、優しく寄り添う。
同じように子どもたちに寄り添える志保をクリニックに研修医として迎え入れる。
遠野志保（とおの しほ）〈26〉
演 - 松本穂香（幼少期：浅見史歩）
ドジな研修医。発達障害（ADHD）。
これまで面倒見の良い祖母にフォローされていたが、一人暮らしを始め、大学病院の小児科での研修時に重大な事故に繋がり兼ねない失敗を重ねたため、教授から医者を諦めるよう言われ、自身がADHDでないかと自覚するようになる。
「ADHDだからこそ逆に子どもに寄り添えることもある」と卓に声を掛けられ、クリニックで研修することになる。

#### さやま・こどもクリニック
卓が営む小児科クリニック。叔母の意思を受け継ぎ「りえ・こども診療所」の跡地で開業している。
向山和樹（むかいやま かずき）〈37〉
演 - 栗山千明（中学時代：大里菜桜）
臨床心理士。院長である卓のよき理解者。スクールカウンセラーとして小学校にも出向いている。
卓とはかつて留学したドイツのベルクトハイム大学での同級生で、ヤングケアラーの身の上を彼に打ち明け、心を救われている。
市川渚（いちかわ なぎさ）〈29〉
演 - 是永瞳
受付。一人息子を持つシングルマザー。

#### その他
堀凛（ほり りん）〈33〉
演 - 志田未来
言語聴覚士。「さやま・こどもクリニック」などに出向いている。元小学校教諭。
ロリータ・ファッションに乱暴な言葉使いのギャップの激しい女性。ただし、子供に対しては優しく話しかける。
川島雅紀（かわしま まさき）〈32〉
演 - 戸塚純貴
「富士見坂訪問看護ステーション」の看護師。ハワイ好きのサーファー。
佐山りえ（さやま りえ）〈享年68〉
演 - 風吹ジュン
卓の亡き叔母。生前は小児科・心療内科「りえ・こども診療所」を営んでいた。
ADHDで怪我ばかりしていた幼いころの志保を優しく迎え、励ましていた。
卓の心のケアを持て余す兄にしびれを切らせ、幼い卓を引き取る。
物語開始の約2年前にすい臓がんで息を引き取っている。
佐山秀（さやま しゅう）
演 - 塩野瑛久
卓が往診で不在時、「さやま・こどもクリニック」を訪問したイケメン男性。卓の異母弟。
父からのことづけで、卓に佐山記念総合病院の資料を渡す。
佐山高志（さやま たかし）
演 - 小日向文世
卓の父。佐山記念総合病院の院長。

#### ゲスト

##### 第1話
柚木涼太〈8〉
演 - 川原瑛都
「さやま・こどもクリニック」の患者。ASDを抱えている。
年齢に見合わない写実的な絵を描くことが得意だが、描いた絵を母親に見られることを過度に嫌がる一方、離別した父親のもとをわざわざ訪ねて絵を見せるなど相反する行動をとる。
長谷部未依〈5〉
演 - 佐藤恋和
「さやま・こどもクリニック」の患者。ADHDを抱えている。
知的な成長の遅れはないが、衝動的に動き回り、注意力散漫でたびたび車の前に飛び出す。
柚木雪枝
演 - 星野真里
涼太の母。離婚したシングルマザーで、コミュニケーションの取りづらい涼太に疲弊する。
涼太に何気なく「上手く描けたら見せてね」と言ったために、言葉通りに受け取った涼太が満足する絵を描こうと固執し、絵を見せなくなったことに気付いていなかったが、卓にそのこと教えられ、涼太から満足して描くことができた絵として自分の似顔絵を送られ、「上手く描けたね」と息子を褒める。
長谷部沙知子
演 - 朝倉あき
未依の母。注意力散漫で車の前に飛び出すことの多い娘を心配するあまり、事あるごとに厳しく叱ってしまう。志保に諭され、泣き続ける未依によりそう彼女を見て、彼女に親としての苦悩を語る。
東田加奈
演 - 君島光輝
城東大学病院での志保と同期の研修医。
岩崎
演 - 野仲イサオ
城東大学病院の教授。志保の指導医。薬剤（ジゴキシン）を正規の10倍処方していた志保を患者を殺す気かと激しく咎め、これまでのミスや遅刻の多い勤務態度から医者になることを諦めろと告げる。
ユウ
演 - 中西縁
過度の潔癖症の男児。卓から泥を触ることで汚れることを恐れる強迫観念を取り払う曝露法の治療を受ける。
生駒翔
演 - 小山蒼海
クリスマスの日、「さやま・こどもクリニック」を訪れた志保にクリスマスにまつわる様々なことを詳しく説明する。
運転手
演 - 世志男
軽トラックの運転手。運転中、未依が急に飛び出してきたが、すんでのところで急停車して事故には至らなかった。
小児科の入院患者
演 - 大井希心
城東大学病院の小児科の女児。院内学級に志保が遊びに来ることを喜ぶ。

##### 第2話
滝川悠里
演 - 浅田芭路（第5話・最終話）
小学4年生。多動症がみられることからASDを抱えている可能性があり、卓や志保は川島から相談を受ける。
昨年の秋以降、父の世話をするため学校に登校しなくなっていたが、ある日、黙って家を飛び出し、万引きを働いてしまう。
目を離すと父が自殺するのではと心配し、学校に行きたいが行けない苦しさを涙ながらに志保に訴え、これ以上、父と一緒に居たくないと吐露する。万引きは心の悩みを打ち明けることができず、大人に助けを求めるための行動だったと判断される。後日、小学校に通えるようになり、川島を介して志保にお礼を渡す。
滝川治
演 - 岡田義徳（第5話・最終話）
悠里の父。うつ病だった妻が1年前に自殺したことを切っ掛けに、自身もうつ病を患い酒浸りとなり、ひきこもりの生活を送るようになったことから川島の訪問看護を受けていた。悠里には母親が自殺したことは伏せている。
復職活動に向けての活動的な躁状態と、児相が悠里を保護すると告げた際の激高具合から、単なるうつ病でなく急速交代型双極性障害で、処方された治療薬が合わず、症状をより悪くしているのではないかと卓に推測される。
児相に悠里が保護され離ればなれにされることを強く拒むが、それは彼女が学校に行く機会を奪う虐待であると卓に指摘され、まず自分のうつ病を直すことが結果的に娘のためになると諭され、娘を児相に引き渡すことに同意する。
田辺克己
演 - 藤重政孝
児童相談所の課長。村田の上司。家庭環境の悪さや万引きを働いたことから、悠里を一時保護すると「さやま・こどもクリニック」で治に告げる。
村田真紀
演 - 野村麻純
児童相談所の職員。80件の案件を連日徹夜で対応しており、悠里の案件で訪問していた「さやま・こどもクリニック」で過労による貧血を起こし倒れてしまう。悠里を保護すると、特別支援学級がある学校に通える施設を探し当てる。
光輝
演 - 田中瑛央
「さやま・こどもクリニック」の患者。
光輝の母
演 - 秋倉諒子

##### 第3話
柿崎希〈6〉
演 - 沢田優乃（0歳時：鈴木心鳥）
誰彼構わず話しかけ、一方的に話し続けてしまう傾向がある少女。後日、ASDと診断される。
堀からボールを持つ人が話をするルールを提案され、一方的に話さず、相手の話を聞いて会話をする暗黙のルールを、療育を通じ学んでいく。
柿崎貴子
演 - 黒川智花
希の母。希の支援学級の話に触れられ激しく動揺し、通常学級に入れるつもりだと言い切って診断書を断ったことから、卓に療育を提案される。
難産で自分の命を顧みず出産した希を支援学級に進学させることで発達障害と認め、彼女がいじめに遭うことを危惧する。
柿崎悟志
演 - 尾上寛之
希の父。特別支援学級を妻と一緒に見学に行き、希が普通の子どもでないことを受け入れる心の準備をすると卓に告げる。
卓は彼にスノードロップの花の「絶望してはいけない」というアダムとイブにまつわる伝承を教え、「普通って何だろう」と問いかける。
ママ友
演 - 高橋陽子、上埜すみれ、安亜希子
貴子のママ友。貴子と井戸端会議で盛り上がり、その隙に希がボールを持って公園に行ってしまう。
男の子たち
演 - 柳下晃河、豊田温大、正垣湊都
公園でスマホゲームで遊んでいたところ、希からおしゃべりしようとボールを渡されたのをゲームを邪魔されたと思い、彼女を突き飛ばす。
女性
演 - 田所ちさ
公園で雨に濡れ泣いていた希を見かけ、彼女を自宅アパートに送り届けてくれる。
カズ、とわ
演 - コジサック、せんちゃん
「さやま・こどもクリニック」の患者である子供たち。休診日にクリニックに卓がいることを不思議がる。
男児
演 - かずき
堀が小学校教員だったころの教え子。SLD（限局性学習症）の男児。ひらがなを書くことが苦手だったため、堀が放課後つきっきりになり書き方を指導し、ひらがなを書けるようになる。
更なる学習能力の向上に、堀は保護者に支援学級への進学を提案するが、息子を厄介払いしようとしていると邪推され、他の生徒からひらがなを書けないとからかわれ、いじめられていたことを学校が隠ぺいしようとしていたこともあり、堀が教員を辞め、言語聴覚士となる契機となる。

##### 第4話
古川朱里
演 - 片岡凜
過度なダイエットが原因で倒れた女子高生。卓に摂食障害の疑いがあると診断されるが、自分は太っていると言い張り、治療を拒否しダイエットを続行する。
ダイエットブログで痩せていると羨ましがられ友達ができたと考えており、食事を拒むが、一方で深夜に空腹から隠れて食事を取り、食べた物を吐きだす過食排出型の痩せ症に陥っていた。しかし、母親が親身になりカロリーを調整した食事を準備し、友人のしずくから痩せている必要はないと勇気づけられたことで、少しずつではあるが、摂食障害を改善させていく。
古川とも代
演 - 阿南敦子
朱里の母親。娘の摂食障害を心配するが、卓から彼女への食事の強要や、体重に関する話をしないように指示を出される。
娘のためにカロリーを抑えた食事を準備するが、それさえも拒まれてしまい、彼女の拒食は自分のせいではないかと心を痛める。
古川大輔
演 - 赤松新
朱里の父親。過度のダイエットで朱里が食事を取らないことを心配し、妻に朱里の食事をケアするよう口論となる。
沙良
演 - 工藤美桜
朱里の中学時代の同級生。同じ高校への進学を希望していたが、朱里が合格できなかったため、別々の高校に通う。
朱里のダイエットブログを見つけ、痩せすぎて自分の知っている朱里ではないようで心配だとDMを送信してくる。
しずく
演 - 鈴木梨央
朱里の同級生。朱里が過度のダイエットで手に痣ができやすくなっていることに気付き、彼女のために痣を隠すコンシーラーをプレゼントする。
朱里が食べた物を吐いて戻していることを知り、隠している自分の腕の火傷痕を見せ、彼女に自分のことをさらけ出すようにと訴え、彼女が痩せていないと不安になる本心を吐露させ、モデルやタレントでもないのに痩せている必要はないと彼女の不安を取り除くように寄り添う。
江里子、美穂
演 - 忽那文香（ダウ90000）、福室莉音
朱里の同級生。朱里が食べた物を吐いて戻しているとは知らず、いくら食べてもダイエットして太らないのが羨ましいと、彼女に食べ物を勧める。
今川、近藤、清宮
演 - 宮下貴浩、奈良原大泰、ほのかりん
志保が昔バイトしていた映画館のバイト仲間たち。バイトで失敗を繰り返していた志保を優しくフォローしてくれていた。
映画館が閉館となるため、久しぶりにバイト仲間で集まることになった際、志保から発達障害で人より失敗が多かったとカミングアウトされると、多かれ少なかれ、みんな失敗することがあるのであまり気にしないようにと言葉をかけてくれたが、志保は今まで失敗しないように努力していたことを全て否定されたような気持ちになり、悪気はなかったものの、彼女を落ち込ませてしまう。

##### 第5話
足立茜
演 - 古川凛
小学6年生の女児。体の不自由な母の面倒を見るヤングケアラー。自身がヤングケアラーである自覚がない。
懸命に母の介護に務めるため、塾を休むようになり、合格すると言われていた中学の進学校の受験にすべて落ちてしまう。母の介護を完璧にこなそうと気丈に振舞っていたが、ある日、雨風の強い晩に洗濯物の取り込みをうっかり忘れ、雨ざらしにしてしまい、翌日ベランダに散乱した鉢植えを片付けた際に指を切ったのを切っ掛けに、張りつめていた緊張の糸が切れ気を失う。
ベランダで倒れているのを発見した向山に「さやま・こどもクリニック」に連れていかれ、指の切創を治療してもらうとこれまでの疲労から翌朝まで眠り続ける。目を覚ますと向山から朝食にミルクティーをごちそうされ、母親に捉われず、「あなたはあなたの人生を生きなさい」と諭され、卒業の寄せ書きに書く「将来の夢」を、母のリハビリに付き添う理学療法士ではなく、憧れていた通訳に書き換える。
足立由香
演 - 奥菜恵
茜の母親。脳梗塞を発症し、右半身に麻痺が残る。リハビリで以前の状態に回復できないことに心が折れ、離婚で迷惑をかけているが、自分のことを支えてくれる茜に介護を頼る。
茜の介護の負担を減らすよう、向山が教員やソーシャルワーカーを交え、自宅で打ち合わせを行ったことで、これまで茜に負担をかけすぎていたことを反省し、リハビリに励むようになる。
浅川
演 - オラキオ
茜の通う小学校のクラス担任。スクールカウンセラーの向山を交えた学年主任たちとの打ち合わせで、茜の母親の体が不自由となっている事情を議題に上げる。
学年主任、教師
演 - 水野智則、佐藤みゆき
浅川との足立家に関する教員間の打ち合わせで、ホームヘルパーによる支援や茜自身がしっかりしているからと、家庭環境を問題視せずに打ち合わせを終わらせようとした。
茜のクラスメイト
演 - 渡辺さくら、川野ゆい
茜が塾を休むようになり、合格すると言われていた中学の進学校の受験にすべて落ちたと彼女が登校する前に噂話をする。
茜のクラスメイト
演 - 田野井健
母の介護に時間を取られ、卒業文集のメッセージを提出できていない茜に、締め切りを過ぎているのでなるべく早く提出するように告げる。
平井
演 - 獣神ハルヨ
足立家に派遣される訪問ヘルパー。規則で由香以外の家事の手伝いができないため、茜に母親と彼女の洗濯物は分別するようにお願いする。
夜には風が強くなりそうなので、洗濯物を早く取り込むように助言していたが、茜がうっかり取り込み損ね洗濯物が雨に濡れ散乱しても、規則を理由に助けてくれなかった。
水島
演 - 相馬有紀実
スクールソーシャルワーカー。教員や向山と共に足立家に赴き、茜の介護の負担を軽減するために必要な市のサービスの方策を見出す打ち合わせを行う。
理学療法士
演 - 植松愛
由香のリハビリをサポートする理学療法士。
向山の母
演 - 浅野文代
体が不自由で、二人暮らしだった中学生時代の向山から介護を受けていた。現在は病院に入院しており、長らく疎遠となっていたが、卓に促された向山から見舞いを受ける。
中学時代、高校への進学を諦めファミレスに就職しようと考えていた向山に「あなたはあなたの人生を生きなさい」と訴え、高校へ進学させる。

##### 第6話
宮内優太〈7〉
演 - 石塚陸翔
春香が再婚した夫・宗太の連れ子。5歳のころ、ADHDグレーゾーンと診断されており、卓の診断で読み書きが苦手なSLDと判明する。
学校でテストの結果を同級生にからかわれ、本当は違うのに馬鹿と思われることが悔しく、大げんかになる。
自分が馬鹿なため、実の母と離別したと考えていたことから、春香や美桜の新しい家族がいなくならないよう、読めない本を読むふりをして馬鹿でないと周囲にアピールし、向山とタブレットで勉強して覚えたひらがなを使い、「いつもありがとう」と春香に感謝の手紙を渡す。
宮内春香
演 - 山田真歩
優太の継母。堀の従姉。ステップファミリーで、妹の美桜や自分に懐かない優太に馴染めず、自己嫌悪に陥る。
卓からSLDと診断された優太の学習補助にタブレットの使用を提案され、学校に使用を掛け合うが許可を得られず、再度使用許可をお願いした際、優太が馬鹿と思われることが嫌だと本心を話してくれたことで、今まで優太の気持ちを理解せずに親になろうとしていたと気付き、単純に息子の気持ちに寄り添うためにタブレットの使用を担任の吉井にお願いし、優太にはタブレットは眼鏡と同じで、使ってもずるくないと言い聞かせる。
宮内宗太
演 - 板倉武志
春香の再婚相手。優太の実の父。優太のディスレクシアを克服させるため、ひらがなが書かれたカードを作り、ゲームを通して読み書きを覚えさせようとする。
宮内美桜〈5〉
演 - 磯村アメリ
春香の連れ子。悪意はないが、優太のひらがなカードでの勉強を簡単だと言って彼の機嫌を損ねさせてしまい、怒鳴りつけられ泣いてしまう。
吉井
演 - 平原テツ
優太の小学校の担任。紙の教科書を使うルールを校内で統一しており、優太ひとりだけにタブレットを使用させる特別扱いはできないと春香に告げる。
宗太も同席し、春香から優太のタブレット使用を再度お願いされると、優太が周囲から馬鹿にされることを悔しいと吐露したこともあり、タブレットの使用を認めてもらうよう学校に掛け合うと約束する。

##### 第7話
紺野美樹
演 - 南沢奈央
アサギ物産の社員。元陸上部員。佐山記念総合病院の心療内科で診察待ちの間、息を荒げているところを志保に声をかけられる。
大会の最中に靭帯を損傷し陸上部を引退すると、会社に営業から流通倉庫の閑職に回されたことで不安障害を患う。
物流倉庫で会社から追い出し部屋に異動させられたことを知り、不安からパニックを起こし、佐山記念総合病院での診察を希望するが予約が取れなかったため、「さやま・こどもクリニック」へ連絡し、休診日ながら卓の診察を受け、彼に自分に価値がないと会社にレッテルを貼られたことへの不安と怒りを聞いてもらう。
小山
演 - 富岡晃一郎
佐山記念総合病院の心療内科の医師。美樹をパニック障害と診断し薬でよくなると告げるが、彼女が閑職に回された仕事の不安を聞いてくれなかった。
内田
演 - 岩田知幸
佐山記念総合病院の精神科の医師。院内の勉強会で、水の飲み過ぎで低ナトリウム血症となった70代の精神疾患の女性の症例を報告する。
吉村、橋本
演 - 川井つと、鈴木アメリ
佐山記念総合病院の精神科の医師。上記の勉強会に参加する。
社員
演 - 横山涼、志波景介
アサギ物産の社員。会社が紺野を営業から閑職に回し、自ら退職するように仕向けていると作業中に噂話をする。

##### 最終話
丸山優実
演 - 加藤柚凪（第7話）
3か月前に交通事故で母を亡くしたばかりの軽度の知的障害を持つASDの少女。小学1年生。聴覚過敏があり、騒音が苦手。
「さやま・こどもクリニック」で「グリーフケア」に参加した後、夜に家を抜け出して行方不明になる。
父・浩之から遊園地で人が亡くなると笑うことも遊ぶこともできなくなると丁寧に死について説明されたことで母が亡くなったことを理解して号泣し、帰宅すると母の仏前に手を合わせ、「グリーフケア」で母が亡くなったことを涙ながらに語るようになった弟の陽太郎を慰めるようになる。
丸山浩之
演 - 三浦貴大（第7話）
優実の父。悲しいそぶりを見せないことから、優実は母の死を理解していないのではないかと考える。
妻が亡くなってから彼女の夢を見るようになり、寝ている間は夢と現実が曖昧になるが、起きるとベッドの横に彼女がいないことで、毎朝妻の死を受け入れることになり苦しむ。
卓から近親者との死別の悲しみから立ち直れるよう支援する「グリーフケア」への参加を提案され、卓から促され遊園地で母が亡くなったことを優実と陽太郎に丁寧に説明する。
丸山陽太郎
演 - 加藤矢紘（第7話）
優実の弟。「グリーフケア」で母が亡くなったことを語れなかったが、遊園地で父から丁寧に母が亡くなったことを説明されると、次に参加した時には涙ながらに母の死を告白するようになる。
丸山真那子
演 - 三津谷葉子（第7話）
浩之の亡妻。優実と陽太郎の母親。3か月前、優実がそれ以外受け付けない朝食のシリアルを買いに出かけた際に遭った交通事故で他界する。
木下雄大、千佳、佐藤光太郎、ひな
演 - 佐藤一和（第7話）、田中乃愛（第7話）、水戸部巧芽（第7話）、沼田あきら（第7話）
「さやま・こどもクリニック」で「グリーフケア」に参加した近親者を亡くした子供たち。

### スタッフ
- 原作 - ヨンチャン（原作・漫画）、竹村優作（原作）『リエゾン -こどものこころ診療所-』（講談社『モーニング』連載）
- 脚本 - 吉田紀子[6]、ニシオカ・ト・ニール[70]
- 音楽 - 得田真裕[70]
- 主題歌 - コブクロ「エンベロープ」（ワーナーミュージック・ジャパン）[71]
- 挿入歌 - MISAMO[注 2]「Bouquet」（ワーナーミュージック・ジャパン）[73]
- 医療監修 - 三木崇弘（児童精神科医・社会医療法人恵風会高岡病院）[5]
- 取材協力 - 奥田健次（行動分析学者）[74]、スタジオそら[75]
- 現場指導 - リョーハム[76]
- チェロ指導 - 前田和宏
- 演出 - Yuki Saito、小松隆志、竹園元（テレビ朝日）[6]
- チーフプロデューサー - 五十嵐文郎（テレビ朝日）[6]
- プロデューサー - 浜田壮瑛（テレビ朝日）、木曽貴美子（MMJ）、村山太郎（MMJ）[6]
- 協力プロデューサー - 中込卓也（テレビ朝日）[6]
- 制作 - テレビ朝日、MMJ

### 放送日程
| 話数   | 放送日  | サブタイトル                                                 | 脚本                 | 演出       |
| ------ | ------- | ------------------------------------------------------------ | -------------------- | ---------- |
| 第1話  | 1月20日 | 凸凹をもつ児童精神科医と研修医                               | 吉田紀子             | Yuki Saito |
| 第2話  | 1月27日 | 『この冬一番泣ける』と話題の新医療ヒューマンドラマ           | 吉田紀子             | Yuki Saito |
| 第3話  | 2月03日 | 「Dr.コトー診療所」脚本家がおくる最新作                      | 吉田紀子             | 小松隆志   |
| 第4話  | 2月10日 | 『この冬No.1泣ける』と話題／母子に寄り添う心の医療           | ニシオカ・ト・ニール | 小松隆志   |
| 第5話  | 2月17日 | 『この冬No.1泣ける』と話題／ヤングケアラーの小学生           | 吉田紀子             | Yuki Saito |
| 第6話  | 2月24日 | 『この冬No.1泣ける』と話題／ステップファミリーの苦悩         | ニシオカ・ト・ニール | 竹園元     |
| 第7話  | 3月03日 | 最終章…『この冬No.1泣ける』と話題の医療ヒューマン作          | 吉田紀子             | Yuki Saito |
| 最終話 | 3月10日 | ついに完結！『この冬No.1泣ける』と話題の医療ヒューマンドラマ | 吉田紀子             | Yuki Saito |

| テレビ朝日系 金曜ナイトドラマ            | テレビ朝日系 金曜ナイトドラマ                               | テレビ朝日系 金曜ナイトドラマ             |
| 前番組                                   | 番組名                                                      | 次番組                                    |
| ---------------------------------------- | ----------------------------------------------------------- | ----------------------------------------- |
| 最初はパー （2022年10月28日 - 12月16日） | リエゾン -こどものこころ診療所- （2023年1月20日 - 3月10日） | 波よ聞いてくれ （2023年4月21日 - 6月9日） |